# WTA New Jersey 1973
Il WTA New Jersey 1973 è stato un torneo di tennis giocato sul cemento indoor. È stata la 1ª edizione del torneo, che fa parte del Virginia Slims Circuit 1973. Si è giocato ad Allaire negli USA dal 13 al 19 agosto 1973.

## Campionesse

### Singolare
Margaret Smith Court ha battuto in finale  Lesley Hunt con il punteggio di 4–6, 6–2, 6–3

### Doppio
Françoise Dürr /  Betty Stöve hanno battuto in finale  Julie Anthony /  Mona Schallau con il punteggio di 6–4, 6–4